# Praepronophila emma
Praepronophila emma är en fjärilsart som beskrevs av Otto Staudinger 1897. Praepronophila emma ingår i släktet Praepronophila och familjen praktfjärilar. Inga underarter finns listade i Catalogue of Life.